# Termitomorpha alata
Termitomorpha alata (лат.) — вид мелких термитофильных коротконадкрылых жуков рода Termitomorpha из трибы Corotocini (Aleocharinae). Южная Америка. Видовое название «alata» — это латинское прилагательное, означающее «крылатый», что свидетельствует о развитых крыльях этого вида и уникально для рода. 

## Распространение
Южная Америка, Бразилия (Парана).

## Описание
Мелкие термитофильные коротконадкрылые жуки (длина около 5 мм) с раздутым физогастрическим брюшком, напоминающим по форме рабочих термитов. Максимальная ширина надкрылий 0,7 мм. Голова, переднеспинка и надкрылья темно-коричневые, брюшко красновато-коричневое с 3-м и 4-м сегментами светлее остальных и без видимых мембранных участков между сегментами брюшка; придатки равномерно красновато-коричневые. Дорсальная поверхность головы, переднеспинки и надкрылий блестящая с редкими сетчатыми порами. Нижнечелюстные щупики 4-члениковые, нижнегубные щупики состоят из 3 сегментов. Формула лапок 5-5-5. Специализированные облигатные симбионты определённых видов термитов подсемейства Nasutitermitinae. Обнаружены в древесном термитнике Nasutitermes corniger (MotschuLsky) на растении рода Ficus.

## Систематика
Вид был впервые описан в 2018 году по типовому материалу из Бразилии. Termitomorpha alata отличается от других видов рода развитыми крыльями. Кроме того, T. alata можно отличить от T. sinuosa по пронотуму с прямыми латеральными краями и от T. manni по основанию пронотума, явно вырезанному в середине.